# ピーク信号対雑音比
ピーク信号対雑音比 は画質の再現性に影響を与える、信号が取りうる最大のパワーと劣化をもたらすノイズの比率を表す工学用語で、しばしばPSNR(Peak signal-to-noise ratio) と略される。多くの信号はダイナミックレンジが非常に広いため、PSNR比は通常10を底にした常用対数で表される。
PSNRが最も一般的に使用されるのは、画像圧縮など非可逆圧縮を使ったコーデックの再現性の品質の尺度としてである。その場合の信号は元データであり、ノイズは圧縮によって生じた誤りである。通常はPSNRが高い方が高画質であるが、場合によっては低いPSNRにもかかわらず元の画像に近いように人間に知覚される場合があるため、圧縮に用いるコーデック同士を比較する際はPSNR値はあくまで目安とすべきである。PSNRの数値を比較に用いる場合は適用可能な場合について注意を払わなければならない。数値が理論的に有効といえるのは同じコーデック（またはコーデックの種類）で同じ元の画像の結果を比較した場合のみである。
PSNRの最も簡単な定義はモノクロの2つの m×n  の画像 I  と K  において、一方の画像が他方の画像よりもノイズにより劣化したものと見なされる時に、平均二乗誤差(MSE)を以下とした場合:
{\displaystyle {\mathit {MSE}}={\frac {1}{m\,n}}\sum _{i=0}^{m-1}\sum _{j=0}^{n-1}[I(i,j)-K(i,j)]^{2}}
PSNRの定義は次の通り:
{\displaystyle {\begin{aligned}{\mathit {PSNR}}&=10\cdot \log _{10}{\frac {{\mathit {MAX}}_{I}^{2}}{\mathit {MSE}}}\\&=20\cdot \log _{10}{\frac {{\mathit {MAX}}_{I}}{\sqrt {\mathit {MSE}}}}\end{aligned}}}
ここに、MAX I  は画像が取りうる最大ピクセル値である。ピクセルが1サンプルあたり8ビットで表現されている場合、MAX I の値は255である。より一般的な表現をするなら、サンプルあたりBビットのリニアPCMで量子化されている時、MAX I は 2 B -1 である。ピクセルごとに3つのRGB値を持つカラー画像についてのPSNRの定義は、MSEが、各色の差を2乗した物の総和を、画像サイズのさらに3で割ることを除いて同じである。他にも、YCbCrやHSLなど異なる色空間に変換されたカラー画像については、PSNRはそれぞれの色空間の各成分について計算する。
非可逆の画像およびビデオ圧縮におけるPSNRの標準的な値は30～50dBで、高い方が画質が良い。
無線通信において許容される品質の低下は約20dBから25dBの範囲と見なされる。
二つの画像が同一である場合、MSEはゼロである。この場合、PSNR値は定義できない（ゼロ除算を参照）。